# حريق باليساديس
بدأ حريق باليساديس في منطقة باسيفيك باليساديس في لوس أنجلوس بكاليفورنيا، وذلك في الأسبوع الأول من يناير 2025. بدأ الحريق في التلال المحيطة بالمنطقة وانتشر بسرعة بسبب الرياح القوية والظروف الجافة.